# 大石薬品 (埼玉県)
大石薬品株式会社（おおいしやくひん）は、埼玉県羽生市中央4-10-36に本社を置く主に医薬品・医療機器の卸売りを扱う企業であった。現在は、メディセオ・パルタックホールディングスグループの一社「クラヤ三星堂」である。

## 概要
- 代表者　代表取締役社長　大石清一
- 資本金　3,000万円

## 大株主
- 大石清一49.5％
- 大石正一44.75％
- 大石正巳5％

## 営業所
- 古河支店
- 浦和支店
- 本庄支店
- 館林支店
- 越谷営業所
- 所沢営業所

## 沿革
- 1896年（明治29年）10月25日 - 創業。
- 1987年（昭和62年）4月 - 「東京医薬品株式会社」と合併。

## 主な取引メーカー
- 藤沢薬品
- 武田薬品
- 田辺製薬
- 萬有製薬
- 協和発酵
- 富山化学
- 第一製薬
- 日本化薬
- フナイ

## 関連企業
- ハリマヤ薬品